# P.C.R. Messina 2000-2001
La stagione 2000-2001 della P.C.R. Messina è stata la settima e ultima in cui ha preso parte alla massima serie nazionale del campionato italiano di pallacanestro.
La società messinese è arrivata 14ª e ultima in Serie A1 ed è retrocessa in A2.

## Verdetti stagionali
Competizioni nazionali
- Serie A1:

stagione regolare: 14º posto su 14 squadre (0-26).

## Organigramma societario
Area dirigenziale
- Presidente: Francesco Correnti
- Vicepresidente: Giuseppe Bernava
- Dirigente accompagnatore: Giuseppe Caudo
- Dirigente responsabile e segretario: Candeloro Munaò
- Addetto stampa e dirigente addetto agli arbitri: Maurizio De Lorenzo

Area tecnica
- Allenatore: Gianni Tripodi, dalla 4ª Aldo Gierardini
- Preparatore atletico: Giuseppe Cardillo
- Medico sociale: Enrico Chillè

## Rosa
| Giocatori |
| --------- |

| N° | Naz.                   | Ruolo | Sportivo            | Anno | Alt. |  |
| -- | ---------------------- | ----- | ------------------- | ---- | ---- |  |
|    | Stati Uniti (bandiera) | C     | Sharon Thompson     | 1976 | 195  |  |
|    | Stati Uniti (bandiera) | G     | Cornelia Gayden     | 1971 | 175  |  |
|    | Italia (bandiera)      | G     | Marika Aurigemma    | 1973 | 175  |  |
|    | Stati Uniti (bandiera) | C     | Shaka Massey        |      |      |  |
|    | Italia (bandiera)      | C     | Paola Piatta        | 1966 | 190  |  |
|    | Argentina (bandiera)   | P     | Vanesa Avaro        | 1972 | 170  |  |
|    | Argentina (bandiera)   |       | Diana Tizón         | 1967 |      |  |
|    | Stati Uniti (bandiera) |       | Angela Harris       |      |      |  |
|    | Italia (bandiera)      | P     | Francesca Latella   | 1982 | 177  |  |
|    | Stati Uniti (bandiera) | AC    | Slavica Jocović     | 1978 | 184  |  |
|    | Italia (bandiera)      | P     | Alessandra Magazzù  | 1982 | 164  |  |
|    | Italia (bandiera)      |       | Alessia Romanetti   |      |      |  |
|    | Italia (bandiera)      | G     | Consuelo Davì       | 1984 | 173  |  |
|    | Italia (bandiera)      |       | Valeria Magnisi     |      |      |  |
|    | Italia (bandiera)      |       | Rosa Ferrara        |      |      |  |
|    | Italia (bandiera)      | G     | Stefania Gentiluomo | 1984 | 175  |  |

## Statistiche
| Giocatrice | Gare | Punti | Minuti | Falli | Falli | Tiri da due | Tiri da due | Tiri da due | Tiri da tre | Tiri da tre | Tiri da tre | Tiri liberi | Tiri liberi | Tiri liberi | Rimbalzi | Rimbalzi | Palle | Palle | Assist | Val. |
| Giocatrice | Gare | Punti | Minuti | C     | S     | R           | T           | %           | R           | T           | %           | R           | T           | %           | O        | D        | P     | R     | Assist | Val. |
| ---------- | ---- | ----- | ------ | ----- | ----- | ----------- | ----------- | ----------- | ----------- | ----------- | ----------- | ----------- | ----------- | ----------- | -------- | -------- | ----- | ----- | ------ | ---- |
| Thompson   | 24   | 370   | 827    | 46    | 112   | 107         | 237         | 45,1        | 28          | 98          | 28,6        | 72          | 109         | 66,1        | 70       | 155      | 82    | 48    | 9      | 399  |
| Gayden     | 11   | 202   | 406    | 16    | 33    | 54          | 109         | 49,5        | 22          | 83          | 26,5        | 28          | 35          | 80,0        | 6        | 29       | 54    | 21    | 17     | 115  |
| Aurigemma  | 23   | 181   | 777    | 80    | 68    | 72          | 183         | 39,3        | 7           | 32          | 21,9        | 16          | 40          | 40,0        | 13       | 30       | 113   | 62    | 47     | 48   |
| Massey     | 14   | 146   | 318    | 43    | 43    | 61          | 158         | 38,6        | 1           | 3           | 33,3        | 21          | 46          | 45,7        | 38       | 43       | 39    | 18    | 2      | 84   |
| Piatta     | 24   | 127   | 727    | 59    | 28    | 56          | 120         | 46,7        | 1           | 3           | 33,3        | 12          | 16          | 75,0        | 20       | 55       | 58    | 18    | 11     | 72   |
| Avaro      | 23   | 111   | 798    | 71    | 31    | 33          | 107         | 30,8        | 10          | 47          | 21,3        | 15          | 24          | 62,5        | 9        | 68       | 104   | 55    | 39     | 18   |
| Tizon      | 12   | 92    | 349    | 21    | 17    | 29          | 70          | 41,4        | 8           | 34          | 23,5        | 10          | 14          | 71,4        | 1        | 11       | 33    | 21    | 7      | 24   |
| Harris     | 8    | 76    | 242    | 19    | 17    | 24          | 54          | 44,4        | 5           | 14          | 35,7        | 13          | 17          | 76,5        | 2        | 7        | 23    | 26    | 2      | 45   |
| Latella    | 24   | 72    | 399    | 31    | 15    | 26          | 77          | 33,8        | 2           | 10          | 20,0        | 14          | 19          | 73,7        | 10       | 28       | 41    | 18    | 4      | 11   |
| Jocović    | 5    | 23    | 68     | 7     | 7     | 7           | 9           | 77,8        | 2           | 8           | 25,0        | 3           | 5           | 60,0        | 0        | 5        | 6     | 6     | 2      | 20   |
| Magazzu    | 3    | 6     | 44     | 1     | 0     | 2           | 5           | 40,0        | 0           | 0           |             | 2           | 2           | 100,0       | 0        | 0        | 6     | 6     | 0      | 2    |
| Romanetti  | 3    | 5     | 51     | 5     | 0     | 1           | 9           | 11,1        | 1           | 12          | 8,3         | 0           | 0           |             | 1        | 3        | 6     | 8     | 1      | -12  |
| Davi'      | 1    | 5     | 28     | 2     | 0     | 1           | 2           | 50,0        | 1           | 2           | 50,0        | 0           | 0           |             | 0        | 2        | 5     | 5     | 0      | 3    |
| Magnisi    | 3    | 5     | 47     | 2     | 1     | 1           | 4           | 25,0        | 1           | 1           | 100,0       | 0           | 0           |             | 1        | 2        | 6     | 4     | 0      | 2    |
| Ferrara    | 3    | 4     | 30     | 2     | 0     | 2           | 3           | 66,7        | 0           | 0           |             | 0           | 0           |             | 2        | 1        | 1     | 2     | 0      | 5    |
| Gentiluomo | 6    | 2     | 89     | 3     | 1     | 1           | 5           | 20,0        | 0           | 3           | 0,0         | 0           | 0           |             | 2        | 4        | 9     | 6     | 0      | -4   |